# Niven Kunz
Niven Kunz is een Nederlandse chef-kok die in drie verschillende restaurants een Michelinster toegekend kreeg voor zijn werk als kok.

## Loopbaan
Kunz kreeg zijn praktijkopleiding bij De Bokkedoorns in Overveen en De Librije in Zwolle. Na zijn leertijd werd hij mede-vennoot in het restaurant van zijn ouders, 't Raethuys in Wateringen. Na een zakelijk conflict met zijn ouders stapte Kunz uit de vennootschap, waarna zij het restaurant sloten.
In mei 2009 opende hij in Rijswijk een nieuw restaurant, genaamd Niven. Dit restaurant had een Michelinster van 2010 tot 2020. Kunz werd onderscheiden als GaultMillau Belofte van het Jaar 2011. Hij sloot het restaurant in maart 2020 als gevolg van de COVID-19-epidemie.
In 2020 opende hij samen met zijn vrouw Virginie van Bronckhorst-Kunz een nieuw restaurant, Triptyque, in het voormalige pand van restaurant 't Raethuys in Wateringen. Het restaurant werd op 7 oktober 2024 opnieuw onderscheiden met een Michelinster. 

## Boeken
- 2011: Niven Basics Groenten; met Felicia Alberding en Inez Pleizier.[11]
- 2012: Niven Basics Vis[12]
- 2013: NIVEN 80/20
- 2017: Groente!
- 2021: Groente menu’s (Niven Kunz en Virginie van Bronckhorst-Kunz)